# Oliva (ime)
Oliva je žensko osebno ime.

## Izvor imena
Ime Oliva je izpeljanka iz ženskega imena Olivera

## Pogostost imena
Po podatkih Statističnega urada Republike Slovenije je bilo na dan 31. decembra 2007 v Sloveniji 22 oseb z imenom Oliva.